# São Gonçalo do Pará (kommun)
São Gonçalo do Pará är en kommun i Brasilien.   Den ligger i delstaten Minas Gerais, i den sydöstra delen av landet, 600 km sydost om huvudstaden Brasília. Antalet invånare är 10 405.
Följande samhällen finns i São Gonçalo do Pará:
- São Gonçalo do Pará

Omgivningarna runt São Gonçalo do Pará är huvudsakligen savann. Runt São Gonçalo do Pará är det ganska glesbefolkat, med 48 invånare per kvadratkilometer.